# Pleurothallis hartwegii
Pleurothallis hartwegii är en orkidéart som beskrevs av John Lindley. Pleurothallis hartwegii ingår i släktet Pleurothallis och familjen orkidéer. Inga underarter finns listade i Catalogue of Life.